# The Electric Co.
"The Electric Co" es la décima canción del disco de debut de U2, Boy (1980). 
"Electric co." es una abreviación de "electric convulsion therapy", (las descargas eléctricas que sufrían los pacientes de los psiquiátricos como parte de su tratamiento). Un conocido del grupo fue uno de estos pacientes en Irlanda y decidieron escribir una canción como protesta. 

## Historia
Fue una de las habituales durante las 4 primeras giras de la banda. Solía ser interpretada hacia la mitad del concierto, y en una de las actuaciones de la gira Boy Tour, el 21 de noviembre de 1981, la tocaron tras un corto tema conocido como "Cry" o "The Cry". Su título correcto es dudoso, pues unas veces la listaban de una manera, y otras veces Bono la presentaba de otra. 
Esta corta canción se enlazaba con "The Electric Co", y su riff principal fue más tarde utilizado en la canción "Is That All?" del álbum October (1981).
"The Cry" precedió a "The Electric Co" en todos los conciertos desde 1980 en Edimburgo hasta el final de la gira Unforgettable Fire Tour. Durante este periodo, Bono cantaba un fragmento de "Send in the Clowns" de Stephen Sondheim al final de "The Electric Co".
Durante la gira Joshua Tree Tour, la tocaban sin "The Cry", y el número de veces que interpretaron esta canción se vio reducido considerablemente. Fue tocada por última vez el 3 de agosto de 1987. 
Sin embargo, 17 años y medio más tarde ha vuelto a los conciertos en la gira Vertigo Tour y se ha convertido en una de las favoritas. Durante la primera manga de la gira iba acompañada por "The Cry", pero el uso de ésta cesó durante la segunda manga, excepto en el concierto de Montreal en la tercera manga. "The Electric Co" sonó en la mayoría de los conciertos de la primera manga, en todos menos uno de la segunda, y fue constante durante la tercera antes de ir disminuyendo, para aparecer esporádicamente en los últimos conciertos. Sólo apareció en uno de los 21 conciertos de 2006. 
Durante el Vertigo Tour, se caracterizó por los fragmentos que Bono interpretaba en el transcurso de la canción. Entre ellas se encontraban "Bullet with Butterfly Wings" de The Smashing Pumpkins y "I Can See for Miles" de The Who, además de otras.
En la historia de la banda, alrededor de 30 canciones se han versionado durante "The Electric Co".
"The Electric Co" ha aparecido en 2 de los lanzamientos en vídeo de U2, "U2 Live At Red Rocks: Under a Blood Red Sky" y "Vertigo: Live From Chicago". En ambas, aparece precedida por "The Cry".

## En directo
- Tocada por primera vez el 11 de mayo de 1980 en el Garden Of Eden Club, Tullamore, Irlanda.
- Tocada por última vez el 28 de noviembre de 2015 en el 3Arena, Dublín, Irlanda.

Esta canción ha sido interpretada en directo al menos 413 veces.